# サイェレット・マトカル
総司令部偵察部隊（サイェレット・マトカル、Sayeret Matkal、ヘブライ語: סיירת מטכ"ל）は、イスラエル国防軍（IDF）の特殊部隊。第269部隊としても知られており、参謀本部諜報局（アマーン）のコマンド部隊として組織されたが、実質的に部隊長は参謀総長に直属している。

## 概要

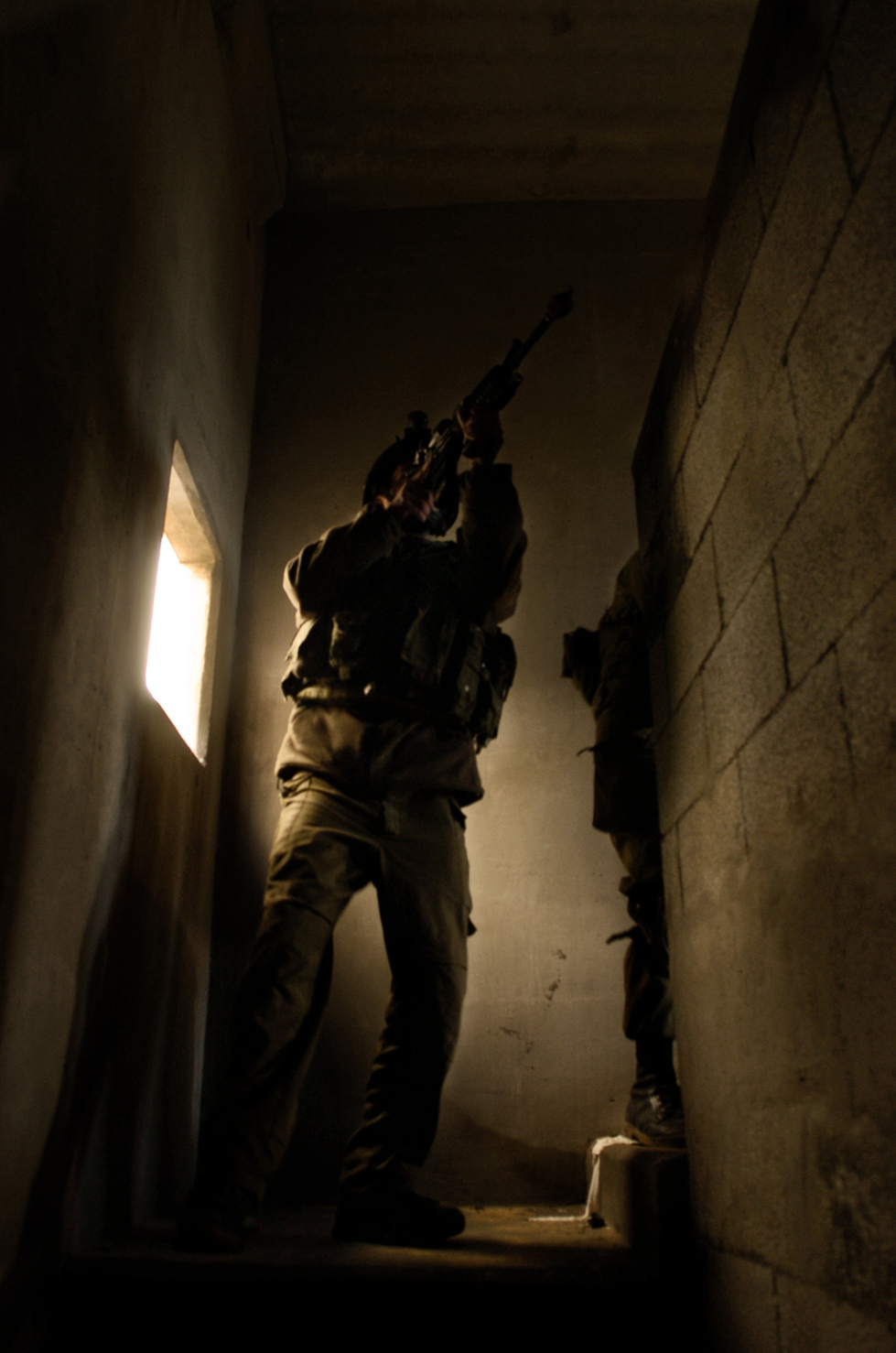
サイェレット・マトカルの隊員

サイェレット・マトカルは、元々、イギリス陸軍の特殊空挺部隊（SAS）をモデルとして創設されており、モットーもSASのもの (Who Dares Wins) を踏襲している。創設当初の任務は特殊偵察 (Special reconnaissance) ・監視だったが、後に対テロ作戦や直接行動 (Direct action) へと拡大されていった。特に1972年のサベナ航空572便ハイジャック事件における人質救出作戦は、譲歩せずにハイジャックに立ち向かい、テロと戦ったという点で革新的な作戦であった。ただしこの時点では、サイェレット・マトカルにはハイジャック機での近接戦闘で必要な拳銃の訓練が欠けており、エル・アル航空のスカイマーシャルとして拳銃での実戦を経験していたサイェレット・マトカルOBが急遽招集されて、突入の先頭を担った。
これに続いて、1976年のエンテベ空港奇襲作戦では、空挺旅団およびゴラニ旅団とともにエンテベ国際空港に強行着陸し、敵地での人質救出作戦を成功させたことで、世界からの称賛を受けた。また1973年のベイルート奇襲作戦では、海軍のシャイェテット・13と協同して、パレスチナ解放機構（PLO）幹部への奇襲攻撃を成功させた。しかしこの間、全ての作戦が成功したわけではなく、特に1974年のマーロット村事件 (Ma'alot massacre) は、アメリカ陸軍のデルタフォースにおけるイーグルクロー作戦に比せられるような、部隊の最悪の経験として語り継がれている。この事件では、パレスチナ解放民主戦線（DFLP）によって占拠された小学校においてサイェレット・マトカルが人質救出作戦を実施したものの、狙撃手は犯人のリーダーを一撃で射殺することができず、また突入部隊も誤った階に突入してしまったために隙が生じ、犯人を射殺する前に人質たちに向けて手榴弾が投擲されてしまい、人質28名とサイェレット隊員1名が死亡した。
サイェレット・マトカルの隊員候補は、IDFの兵士や予備役兵、徴集兵などから厳選される。小規模部隊ではあるが、元隊員からは、少将数名、参謀総長2名、首相2名など、錚々たる人材が生まれている。また空軍のシャルダグの創設母体となったほか、西ドイツ（当時）のGSG-9やオーストリアのGEKコブラなど、国外の対テロ部隊の創設の際にも支援を提供している。

## 在籍していた著名人
- エフード・バラック - 第14代イスラエル首相。
- ベンヤミン・ネタニヤフ - 第13・第17代・第20代イスラエル首相。兄であるヨナタン・ネタニヤフを含む兄弟が全員この部隊に所属していた。
- モーシェ・ヤアロン - 第17代国防軍参謀総長、国防大臣。
- ナフタリ・ベネット - 第18代イスラエル首相。